# Бартенево (разъезд)
Бартенево — железнодорожный разъезд в Зубцовском районе Тверской области. Входит в состав Вазузского сельского поселения.

## География
Находится в южной части Тверской области на расстоянии приблизительно 5 км на восток-юго-восток от районного центра города Зубцов у железнодорожной линии Москва-Рига.

## История
Официально разъезд открыт в 1951 году. Однако на карте 1941 года уже отмечен разъезд Бартеньево.

## Население
Численность населения: 7 человек (русские 100 %) в 2002 году, 17 в 2010.